# 35 Lyncis
35 Lyncis är en orange jätte i stjärnbilden Lodjuret.
35 Lyncis har visuell magnitud +5,15 och är synlig för blotta ögat vid normal seeing. Den befinner sig på ett avstånd av ungefär 265 ljusår.